# جوانا هوفمان
جوانا هوفمان (بالبولندية: Joanna Hoffman) هي مهندسة وفيزيائية بولندية، ولدت في 27 يوليو 1955 في بولندا.